# Козлов Анатолій Федорович
Козлов Анатолій Федорович (12.09.1935 — 30.07.2012) — український російськомовний письменник, громадсько-політичний діяч.

## Біографія
Народився 12 вересня 1935 року в с. Обухівка Старооскольського району Бєлогородської області у Російській Федерації. Закінчив вище командно-політичне училище прикордонних військ, історичний факультет Владивостокського університету[коли?]. Після служби в прикордонних військах (1955–1975), де служив на Чукотці на посаді начальника прикордонної застави, з 1975 року проживав у місті Чернівці, Україна. Працював інженером тресту «Чернівцібуд», згодом — заввіділом управління праці Чернівецького облвиконкому, інспекторм з питань цивільної оборони у лікарні швидкої медичної допомоги. Помер 30 липня 2012 року.

## Громадсько-політична діяльність
- Член Соціалістичної партії України.
- Перший секретар Шевченківського райкому СПУ.
- Секретар Чернівецького міськкому СПУ.
- Учасник акцій протесту проти режиму Л. Кучми.
- Секретар Чернівецького обкому СПУ.
- Заступник голови контрольної комісії Чернівецького ОК СПУ.

## Творчі набутки
Автор нарисів, статей у газетах «Магаданская правда», «Советская Чукотка», «Пограничник», колективному збірнику «На крилах духовності», окремими книгами вийшли романи: «Неоконченая песня» (1993), «Зов тундры» (1993), «Тайны у реки Амгуэмы»(2004)…